# Caberto Conelli
Carlo Alberto Conelli de Prosperi (bolj znan kot Caberto Conelli), italijanski dirkač, * 28. avgust 1889, Belgirate, Piemont, Italija, † 25. avgust 1974, Belgirate, Piemont, Italija.
Caberto Conelli se je rodil 28. avgusta 1889 v italijanske mestu Belgirate. Z dirkanjem se je začel aktivno ukvarjati leta 1920, na svoji prvi dirki Aosta – Gran San Bernardo pa je z dirkalnikom F.A.S.T. (Fabbrica Auto Sport Torino) zmagal. V sezoni 1927 je prvič nastopil na dirki Targa Florio 1927. Štartal je z osmega mesta, v drugem krogu je bil že tretji, v tretjem drugi, kakor je ostalo tudi do konca dirke, ki je trajala kar sedem ur in pol. Svoj daleč največji uspeh pa je dosegel v sezoni 1931, ko je na prvenstveni dirki za Veliko nagrado Belgije zmagal skupaj z Williamom Groverjem-Williamsom. Conelli in Grover-Williams sta na izčrpljujoči deseturni dirki zmagala zaradi dobre taktike postankov v boksih, opravila sta le tri, in menjave tako koles kot tudi zavornih diskov istočasno, kar je trajalo za tiste čase odlični dve minuti. To je bila Conellijeva zadnja dirka, kajti za tem se je v starosti dvainštiridesetih let upokojil kot dirkač. Leta 1974 je umrl v visoki starosti 84-tih let v svojem rojstnem mestu Belgirate.